# Miguel Pais do Amaral
 Miguel Maria de Sá Pais do Amaral CavHDM  é um engenheiro, empresário e piloto amador do automobilismo português.

## Biografia

### Família
É o único filho de Manuel José Maria de Sá Pais do Amaral, VII Conde de Anadia, e de sua mulher, D. Maria Mafalda de Figueiredo Cabral da Câmara.  

### Percurso empresarial
Engenheiro mecânico, diplomado com um Master of Business Administration pelo INSEAD, Fontainebleu, França, Pais do Amaral destacou-se como empresário no setor da comunicação social.
Após comprar a Luís Nobre Guedes, em 1991, a maioria do capital da SOCI, responsável pela edição do jornal O Independente, transformou esta empresa na Media Capital e, sob a sua direção, comprou a Rádio Comercial, a Rádio Nostalgia e a posição maioritária da TVI.
Sob a sua gestão, a TVI assumiu a liderança do sector televisivo nacional. Para atingir esse objectivo, o  Grupo Media Capital (GMC) adquiriu a NBP Produções, na altura a única produtora de ficção em Portugal . Pouco após esta aquisição a TVI tornou se no lider absoluto no prime time televisivo, com as novelas nacionais feitas em colaboração com a NBP Produções .
O GMC assumiu igualmente posição liderante nos sectores de Outdoors através de uma séria de aquisições, bem como no sector da Internet através do lançamento do portal IOL.
Em 2004 o GMC operou o seu IPO tornando se no mais valioso grupo de media nacional ( por capitalização bolsista ). Mais tarde. no fim de 2005, Miguel Pais do Amaral e o seu sócio Nicolas Berggruen venderam a sua posição maioritária no grupo Media Capital à espanhola Prisa (dona do diário El País, entre outros), .
Os seus atuais interesses de negócios estão concentrados no Grupo Quifel, e inclui as seguintes atividades:
- Quifel Resources[carece de fontes?], uma companhia de recursos naturais e energias renováveis com actividade no Brasil onde desenvolve projectos de energias eólica e solar, através das empresas Campo Largo Patrimonial , Norwind e NWE Energias do Brasil.

- Partgris,  uma companhia que desenvolve actividades nos sectores vinicola , de produção de azeite e florestal.

- Greypart , uma holding de investimento imobiliário.

Foi presidente da LeYa até Julho de 2018.

### Automobilismo
Ávido fã de desportos motorizados, começou a correr no Campeonato Nacional de Todo–o–Terreno, bem como no Campeonato Português de Carros de Turismo. Em 2001 fez equipa com Pedro Couceiro para conduzir no Campeonato Espanhol de GT, antes de os dois se mudarem para a Equipa ASM. Nos dois anos seguintes fez equipa com Miguel Ángel de Castro conduzindo um Porsche 911 GT3 RSR, e em 2009 ganhou o Troféu Ibérico de GT.
Em 2006 Miguel Amaral comprou o protótipo de Le Mans Lola B05/40, antes conduzido pela Chamberlain-Synergy Motorsports na Série de Le Mans. Após uma vitória sob o nome da Chamberlain, a equipa obteve mais duas vitórias como ASM, mas isto impediu Pais do Amaral e os seus co-pilotos Miguel Ángel de Castro e Ángel Burgueño de obterem a vitória em LMP2. Pais do Amaral e a Equipa ASM continuaram a correr o seu Lola na Série Le Mans em 2007 e 2008. Em 2009 Pais do Amaral e Olivier Pla correram com um Zytek 09 e venceram o Campeonato de LMP2.
A equipa liderada por Miguel Amaral participou durante seis anos no campeonato de Le Mans Series , tendo obtido 8 vitórias e 14 pódios ,tendo também participado seis vezes nas 24 Horas de Le Mans.

## Casamento e descendência
Casou em Cascais, Estoril, a 5 de Novembro de 1983, com Maria da Luz Lagos do Amaral Cabral, nascida a 19 de Outubro de 1960, filha do advogado Joaquim Emílio do Amaral Cabral, e de sua mulher Maria Elisabeth da Silva Lagos. Tem duas filhas: Maria da Assunção de Sá Pais do Amaral e Carolina Rita de Sá Pais do Amaral. O casal separou-se depois de 27 anos de união.